# Кошкинский район
Ко́шкинский райо́н (чув. Кушкӑ районӗ) — административно-территориальная единица (район) и муниципальное образование (муниципальный район) на севере Самарской области России.
Административный центр — село Кошки.

## География
Район расположен на северо-востоке области в лесостепной зоне левобережья реки Волги и связан с областью автомобильной магистралью. Площадь — 1750 км². На севере граничит с Нурлатским районом Татарстана, на западе — с Новомалыклинским районом Ульяновской области, на юге — с Елховским и на востоке — с Сергиевским и Челно-Вершинским районами Самарской области.
Основные реки — Кондурча, Большой Черемшан, Кармала, Липовка.
Минерально-сырьевую базу муниципального района Кошкинский образуют минерально-строительное, горно-химическое и углеводородное сырьё. На территории района ведётся добыча нефти.
Имеется месторождение кирпичного сырья. Выявлены проявления суглинков и глин для кирпичного и керамзитового сырья, а также строительных песков, песчаников и отложений бентонитов. Горно-химическое сырьё района представлено месторождениями (перспективными участками) торфа.
Рельеф района равнинный, с небольшими возвышенностями и большим количеством оврагов. Преобладают почвы чернозёмного типа: чернозёмы обыкновенные, чернозёмы выщелочные, глинистые, встречаются солонцы и солоды.
Район расположен в лесостепной зоне левобережья реки Волги, на границе двух геоморфологических районов, которые разделены по реке Кондурче: провинции Низменного Заволжья (рельеф представлен низменной пологоувалистой равниной) и провинции Высокого Заволжья (поверхность территории постепенно понижается от востока к западу).

## История
Кошкинский район был образован 10 января 1928 года, из части территории упраздненного Мелекесского уезда Ульяновской губернии и вошел в состав Ульяновского округа Средне-Волжской области. С 1929 года вошёл в состав Средне-Волжского края, с 1935 года — в составе Куйбышевского края, с 1936 года — в составе Куйбышевской области.
Постановлением ВЦИК от 20 октября 1933 года Чистовский сельсовет был передан из Сергиевского района в Кошкинский район.
30 июня 1960 года к Кошкинскому району была присоединена часть территории упразднённого Кутузовского района.
Название Кошки имеет тюркоязычную основу («кош» значит «стоянка», «шалаш», «пастушеский стан»). Считается, что здесь была ставка восточного хана. Село Кошки было основано в 1737 году историком и общественным деятелем В. Н. Татищевым, служившим в то время начальником Оренбургской экспедиции.
В древности территория района являлась одним из центров формирования и развития восточной группы индоевропейской языковой семьи — предков славян, балтов, германцев, иранцев и индусов. Затем (с VIII в.) район входил в состав 5 различных государств — Хазарского каганата, Волжской Болгарии, Золотой Орды, Казанского ханства и России. В 1391 году на реке Кондурче, разделяющей район на 2 части, состоялось одно из крупнейших сражений эпохи Средневековья — битва между войсками эмира Тимура и хана Тохтамыша. Военные действия на территории района велись также в 1773—1774 годах (восстание Е. И. Пугачёва) и в 1918—1919 годах (Гражданская война).
Кошкинский район — переселенческий. Первые селения появляются здесь во второй половине XII века (Старая Кармала, Титовка). В XVIII—XIX веках на свободных землях расселяются крещеные калмыки, переселенцы из Центральной России (Рязань, Тула, Владимир, Нижний Новгород, Пенза) — русские, мордовские, чувашские крестьяне, татары из Рязанской губернии, эстонцы из Прибалтики, немцы из Германии (Силезия и Рейнская Пруссия), поляки из Мазовии, украинцы из Киевской и Полтавской губерний. Складывается своеобразная система хозяйства, сочетающая в себе общинные и хуторские черты.

## Население
| 2002    | 2008    | 2010    | 2011    | 2012    | 2013    | 2014    | 2015    | 2016    |
| ------- | ------- | ------- | ------- | ------- | ------- | ------- | ------- | ------- |
| 25 239  | ↗25 803 | ↘24 194 | ↘24 115 | ↘23 730 | ↘23 501 | ↘23 280 | ↘22 919 | ↘22 691 |
| 2017    | 2018    | 2019    | 2020    | 2021    |         |         |         |         |
| ↘22 400 | ↘22 081 | ↘21 784 | ↘21 495 | ↘21 413 |         |         |         |         |

## Муниципально-территориальное устройство
В муниципальный район Кошкинский входят 13 муниципальных образований со статусом сельского поселения:
| №  | Муниципальное образование                 | Административный центр      | Количество населённых пунктов | Население | Площадь, км2 |
| -- | ----------------------------------------- | --------------------------- | ----------------------------- | --------- | ------------ |
| 1  | сельское поселение Большая Константиновка | село Большая Константиновка | 5                             | ↘539      | 61,75        |
| 2  | сельское поселение Большая Романовка      | село Большая Романовка      | 8                             | ↘1002     | 126,55       |
| 3  | сельское поселение Большое Ермаково       | село Большое Ермаково       | 6                             | ↘838      | 71,84        |
| 4  | сельское поселение Кошки                  | село Кошки                  | 2                             | ↗8762     | 60,66        |
| 5  | сельское поселение Надеждино              | село Надеждино              | 5                             | ↘1334     | 116,84       |
| 6  | сельское поселение Нижняя Быковка         | село Нижняя Быковка         | 15                            | ↘986      | 211,75       |
| 7  | сельское поселение Новая Кармала          | село Новая Кармала          | 7                             | ↘1327     | 233,50       |
| 8  | сельское поселение Орловка                | село Орловка                | 3                             | ↗1928     | 135,38       |
| 9  | сельское поселение Русская Васильевка     | село Русская Васильевка     | 7                             | ↘1194     | 192,58       |
| 10 | сельское поселение Старое Максимкино      | село Старое Максимкино      | 2                             | ↘903      | 38,04        |
| 11 | сельское поселение Степная Шентала        | село Степная Шентала        | 3                             | ↗594      | 79,96        |
| 12 | сельское поселение Четыровка              | село Четыровка              | 7                             | ↘1000     | 107,88       |
| 13 | сельское поселение Шпановка               | село Шпановка               | 12                            | ↗1006     | 210,97       |

### Населённые пункты
В Кошкинском районе 82 населённых пункта.
| №  | Населённый пункт         | Тип                     | Население | Муниципальное образование                 |
| -- | ------------------------ | ----------------------- | --------- | ----------------------------------------- |
| 1  | Александровка            | посёлок                 | 39        | сельское поселение Надеждино              |
| 2  | Алексеевка               | посёлок                 | 79        | сельское поселение Большая Константиновка |
| 3  | Андреевка                | деревня                 | 71        | сельское поселение Большое Ермаково       |
| 4  | Антипкино                | деревня                 | 223       | сельское поселение Большое Ермаково       |
| 5  | Апальково                | деревня                 | 33        | сельское поселение Четыровка              |
| 6  | Балтика                  | деревня                 | 2         | сельское поселение Нижняя Быковка         |
| 7  | Белоозерная              | деревня                 | 285       | сельское поселение Четыровка              |
| 8  | Белый Ключ               | деревня                 | 6         | сельское поселение Нижняя Быковка         |
| 9  | Березки                  | село                    | 178       | сельское поселение Орловка                |
| 10 | Бикулов Починок          | деревня                 | 26        | сельское поселение Большая Романовка      |
| 11 | Богодуховка              | деревня                 | 0         | сельское поселение Нижняя Быковка         |
| 12 | Большая Дегтяровка       | деревня                 | 4         | сельское поселение Нижняя Быковка         |
| 13 | Большая Константиновка   | село                    | ↘313      | сельское поселение Большая Константиновка |
| 14 | Большая Романовка        | село                    | ↗373      | сельское поселение Большая Романовка      |
| 15 | Большое Ермаково         | село                    | 383       | сельское поселение Большое Ермаково       |
| 16 | Верхнее Степное          | село                    | 43        | сельское поселение Нижняя Быковка         |
| 17 | Верхняя Васильевка       | посёлок                 | 4         | сельское поселение Русская Васильевка     |
| 18 | Верхняя Ивановка         | посёлок                 | 0         | сельское поселение Шпановка               |
| 19 | Вишневка                 | посёлок                 | 51        | сельское поселение Русская Васильевка     |
| 20 | Горный                   | посёлок                 | 23        | сельское поселение Шпановка               |
| 21 | Городок                  | деревня                 | ↘222      | сельское поселение Степная Шентала        |
| 22 | Гранная                  | деревня                 | 252       | сельское поселение Четыровка              |
| 23 | Гранновка                | посёлок                 | 0         | сельское поселение Надеждино              |
| 24 | Графский                 | посёлок                 | 29        | сельское поселение Нижняя Быковка         |
| 25 | Грачёвка                 | село                    | 78        | сельское поселение Большое Ермаково       |
| 26 | Долиновка                | деревня                 | ↘130      | сельское поселение Большая Романовка      |
| 27 | Ерандаево                | село                    | 269       | сельское поселение Большое Ермаково       |
| 28 | Залесье                  | село                    | ↗458      | сельское поселение Большая Романовка      |
| 29 | Заречье                  | посёлок                 | 4         | сельское поселение Четыровка              |
| 30 | Каменный Овраг           | деревня                 | 48        | сельское поселение Большая Романовка      |
| 31 | Кармала                  | железнодорожный разъезд | 3         | сельское поселение Большая Константиновка |
| 32 | Киевка                   | деревня                 | 20        | сельское поселение Шпановка               |
| 33 | Кошки                    | село                    | ↘7338     | сельское поселение Кошки                  |
| 34 | Красновка                | деревня                 | ↗262      | сельское поселение Орловка                |
| 35 | Левый Салаван            | деревня                 | 161       | сельское поселение Шпановка               |
| 36 | Лифляндка                | деревня                 | 6         | сельское поселение Нижняя Быковка         |
| 37 | Лузановка                | деревня                 | 195       | сельское поселение Четыровка              |
| 38 | Малая Романовка          | деревня                 | ↘68       | сельское поселение Большая Романовка      |
| 39 | Малое Ермаково           | деревня                 | 2         | сельское поселение Большое Ермаково       |
| 40 | Малое Максимкино         | деревня                 | 233       | сельское поселение Старое Максимкино      |
| 41 | Мамыково                 | село                    | 223       | сельское поселение Русская Васильевка     |
| 42 | Мельничная Поляна        | посёлок                 | 2         | сельское поселение Новая Кармала          |
| 43 | Михайловка               | посёлок                 | 8         | сельское поселение Шпановка               |
| 44 | Моисеевка                | деревня                 | 15        | сельское поселение Большая Константиновка |
| 45 | Моховой                  | посёлок                 | 90        | сельское поселение Новая Кармала          |
| 46 | Надеждино                | село                    | ↘1074     | сельское поселение Надеждино              |
| 47 | Нижняя Быковка           | село                    | 561       | сельское поселение Нижняя Быковка         |
| 48 | Николаевка               | деревня                 | 63        | сельское поселение Нижняя Быковка         |
| 49 | Новая Жизнь              | посёлок                 | 334       | сельское поселение Надеждино              |
| 50 | Новая Зубовка            | деревня                 | 0         | сельское поселение Шпановка               |
| 51 | Новая Кармала            | село                    | 443       | сельское поселение Новая Кармала          |
| 52 | Новое Тенеево            | посёлок                 | 84        | сельское поселение Русская Васильевка     |
| 53 | Новое Фейзуллово         | деревня                 | 291       | сельское поселение Русская Васильевка     |
| 54 | Новый Колмаюр            | село                    | 251       | сельское поселение Большая Константиновка |
| 55 | Орловка                  | село                    | ↗1587     | сельское поселение Орловка                |
| 56 | Островка                 | деревня                 | 43        | сельское поселение Шпановка               |
| 57 | Пальная                  | деревня                 | 3         | сельское поселение Четыровка              |
| 58 | Погрузная                | железнодорожная станция | 1506      | сельское поселение Кошки                  |
| 59 | Правая Шабаловка         | деревня                 | 19        | сельское поселение Нижняя Быковка         |
| 60 | Привольный               | посёлок                 | 13        | сельское поселение Шпановка               |
| 61 | Рахмановка               | деревня                 | 231       | сельское поселение Нижняя Быковка         |
| 62 | Розовка                  | железнодорожный разъезд | 4         | сельское поселение Большая Романовка      |
| 63 | Русская Васильевка       | село                    | 501       | сельское поселение Русская Васильевка     |
| 64 | Седовка                  | деревня                 | 9         | сельское поселение Шпановка               |
| 65 | Средне-Правая Чесноковка | деревня                 | 15        | сельское поселение Нижняя Быковка         |
| 66 | Средняя Быковка          | деревня                 | 123       | сельское поселение Нижняя Быковка         |
| 67 | Старая Ивановка          | село                    | 405       | сельское поселение Шпановка               |
| 68 | Старая Кармала           | село                    | 442       | сельское поселение Новая Кармала          |
| 69 | Старое Максимкино        | село                    | 789       | сельское поселение Старое Максимкино      |
| 70 | Старое Фейзуллово        | село                    | 311       | сельское поселение Степная Шентала        |
| 71 | Старое Юреево            | село                    | 453       | сельское поселение Новая Кармала          |
| 72 | Степная Шентала          | село                    | 254       | сельское поселение Степная Шентала        |
| 73 | Степной                  | посёлок                 | 5         | сельское поселение Нижняя Быковка         |
| 74 | Супонево                 | деревня                 | 31        | сельское поселение Большая Романовка      |
| 75 | Тенеево                  | село                    | 295       | сельское поселение Русская Васильевка     |
| 76 | Титовка                  | деревня                 | 35        | сельское поселение Шпановка               |
| 77 | Ульяновка                | посёлок                 | 137       | сельское поселение Новая Кармала          |
| 78 | Четыровка                | село                    | 299       | сельское поселение Четыровка              |
| 79 | Шпановка                 | село                    | 447       | сельское поселение Шпановка               |
| 80 | Юмратка                  | село                    | 123       | сельское поселение Новая Кармала          |
| 81 | Ягодиновка               | деревня                 | 17        | сельское поселение Нижняя Быковка         |
| 82 | Ягодный                  | посёлок                 | 113       | сельское поселение Надеждино              |

## Экономика
Будущее района связано с рациональным использованием природных ресурсов, в первую очередь — земли. Важное значение имеет начало разработки нефтяных месторождений, освоение источников минеральных вод. Район располагает богатыми запасами глин, что создаёт хорошие предпосылки для развития кирпичных заводов и керамических предприятий.
В с. Орловка расположен Племенной завод «Дружба», который занимается разведением овец, и крупного рогатого скота, производством молочной продукции под маркой «Орловское».

## Здравоохранение
В селе Кошки располагается ГБУЗ Самарской области «Кошкинская центральная районная больница».

## Транспорт
В районе развиваются два вида транспорта: железная дорога и автомобильный транспорт. Движение по железной дороге начато в 1911 году (Волго-Бугульминская железная дорога). Основные направления: Москва в одну сторону, Челябинск в другую. Действуют несколько поездов местного значения. В районе хорошо развита сеть автомобильных дорог и автобусных маршрутов. Большинство маршрутных автобусов принадлежит ОАО «Кошкинское ПАТО». Основные направления: Самара, Нурлат, Тольятти, Димитровград. В районе так же расположен аэродром с грунтовым покрытием. В годы Великой Отечественной войны здесь располагался учебный авиаполк Николаевской летной школы.

## Культура
В Кошкинском районе 30 библиотек, которые объединены в Кошкинскую централизованную библиотечную систему. Кошкинская центральная библиотека открыта 31 декабря 1897 года. У библиотеки с 2002 года есть выход в интернет и собственный сайт. На портале библиотек Самарской области есть страница Кошкинской ЦБС. Директор МЦБС — Шмидт Надежда Васильевна.

## Спорт
В Кошкинском районе достаточно хорошо развиты: борьба, волейбол, лыжи, футбол, шахматы.

### Шахматы
Ежегодно в районе проводится 7-8 шахматных турниров, в том числе традиционные: Надеждинский, Рождественский, чемпионат района, на приз главы Кошкинского поселения, в день шахмат, в день физкультурника, на приз главы Кошкинского района, а также блиц-турниры в день Победы и на день села Кошки. Команда Кошкинского района становилась серебряным призёром областных соревнований ФОСК «Урожай», в 2005 и 2008 году.

## Известные уроженцы
- Романов Михаил Фёдорович (род. 1899 г.) — Герой Социалистического Труда
- Юдинцев, Иван Семёнович (1894—1965) — советский военный деятель, генерал-майор (1942 год).